# 南京镇
南京镇是中华人民共和国湖南省衡陽市耒阳市下辖的一个乡镇级行政单位。

## 行政区划
南京镇下辖以下地区：
白毛村、回龙村、南京村、荫田村、城上铺村、杉木村、江里村、石塘村、车头村、集景村、马鞍村、龙凤村、资家塘村、西江村和白马村。